# Plectrohyla dasypus
Plectrohyla dasypus és una espècie de granota endèmica d'Hondures.
Està amenaçada d'extinció per la pèrdua del seu hàbitat natural.